# Allison Engine Company
Allison Engine Company (в русской транскрипции — Эллисон) — американская компания-производитель авиационных двигателей, которая принадлежала General Motors, но в 1992 году GM решила продать Allison, чтобы сосредоточиться на автомобильном рынке. Сделка с Rolls-Royce plc была совершена в 1995 году, когда Allison Engine Company превратилась в одно из подразделений корпорации Rolls-Royce.Так же эта фирма производит КПП, носителями которых являются, в основном, грузовики и автобусы, а также бронетехника.

## Модели двигателей

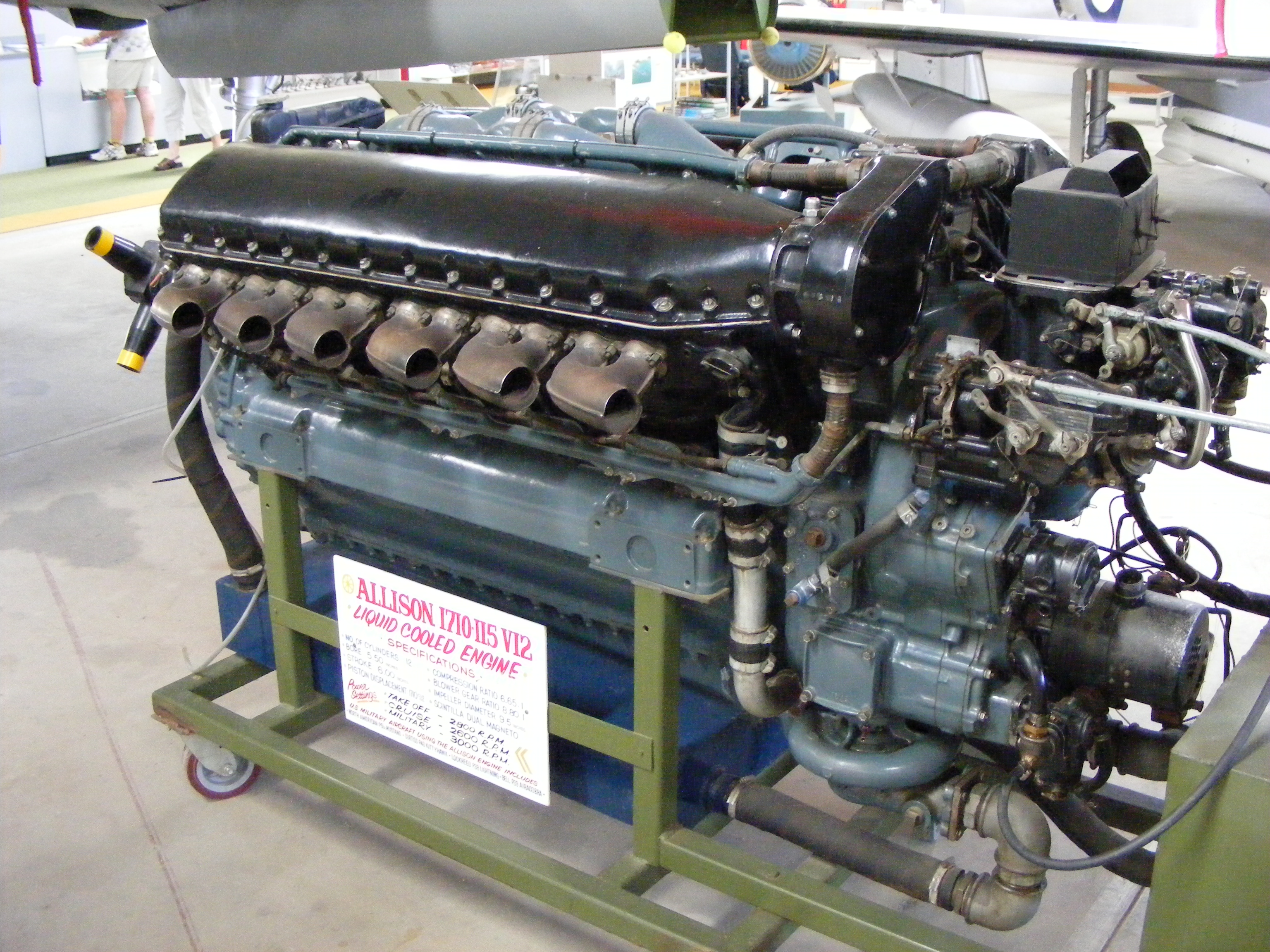
Двигатель Allison 1710 V12

- Allison V-1710[англ.]
- Allison V-3420[англ.]
- Allison J33[англ.]
- Allison J35[англ.]
- Allison J71[англ.]
- Allison J102[англ.]
- Allison TF41[англ.]
- Allison AE 3007[англ.]
- Allison 250/T63
- Allison AE 2100
- Allison T38
- Allison T40
- Allison T56
- Allison T406
- Allison T701
- Pratt & Whitney/Allison 578-DX
- Allison KF-501